# Godło Kazachstanu
Godło Kazachstanu ma formę zbliżoną do koła, którego wypełnienie ma barwę niebieską, zaś kontury rysunku - złotą. Kolor niebieski to kolor nieba, oraz symbol ludów tureckich
W centralnym miejscu godła znajduje się tzw. szanyrak – element konstrukcyjny górnej części jurty, na którym opiera się jej część odpowiadająca dachowi. W tradycji kazachskiej symbolizuje on dom, a szerzej także pokój. Umieszczenie go w godle nawiązuje także do symbolu nieba, jakim niekiedy jest szanyrak. Po obu bokach godła znajdują się wizerunki Tułpara – mitycznego skrzydlatego konia. Ich postaci wzorowane są na znajdujących się na hełmie jaki posiadała złota figurka człowieka sprzed 2,5 tys. lat, wykopana w rejonie Ałmaty i świadcząca o istnieniu w owym czasie na terenie obecnego Kazachstanu wysoko rozwiniętej kultury, spokrewnionej z kulturą dzisiejszych Kazachów. 
Wizerunki mitycznych koni symbolizują służbę, w tym przypadku zarówno służbę obywateli państwu, jak i służbę państwa dla dobra obywateli. Ich skrzydła symbolizują marzenie o zbudowaniu silnego, kwitnącego kraju. Świadczyć mają także o czystych zamiarach i dążeniach do osiągnięcia harmonii w społeczeństwie, zgodnego współżycia z przyrodą i pokoju. 
W dolnej części godła znajduje się napis z nazwą państwa: QAZAQSTAN. Do 1 listopada 2018 obowiązywała wersja z zapisem w cyrylicy: ҚA3AҚCTAH.
Autorami godła są dwaj rzeźbiarze: Żandarbek Malibiekow i Szota Ualichanow. Ich propozycja została wybrana spośród 245 projektów i 67 opisów propozycji godła, jakie wpłynęły na rozpisany w tym celu konkurs.
Godło Kazachstanu zostało oficjalnie przyjęte przez parlament 4 czerwca 1992. Zastąpiło ono godło z czasów Związku Radzieckiego, które w żaden sposób nie nawiązywało do kultury, specyfiki i tradycji Kazachstanu.
15 marca 2024 prezydent Kazachstanu Kasym-Żomart Tokajew zapowiedział, że w związku z jego złożonością, jak również z powodu tego, że "zawiera eklektyzm i znamiona epoki sowieckiej" należy rozpocząć debatę na temat zmian kazachskiego godła. Projekt nowego godła ma zostać wyłoniony w konkursie.

## Galeria

Godło Kazachskiej Socjalistycznej Republiki Radzieckiej w latach 1937–1978
Godło Kazachskiej Socjalistycznej Republiki Radzieckiej
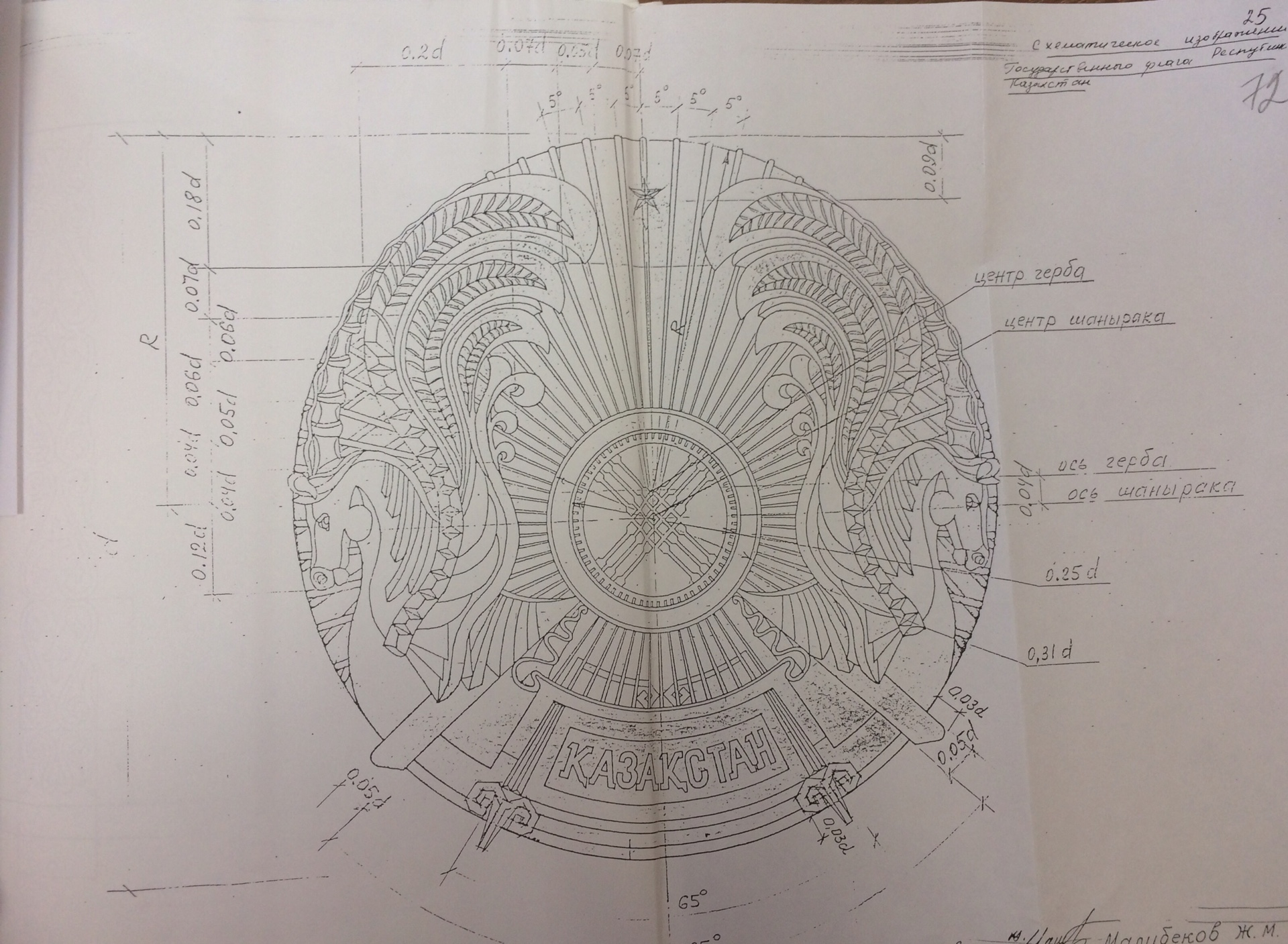
Wzór godła Kazachstanu w 1992 roku
Godło Kazachstanu z lat 1992–2018
Wersja 3D godła Kazachstanu z lat 1992-2018